# EPrix de Valência de 2021
O ePrix de Valência de 2021 foram duas corridas realizada nos dias 24 e 25 de abril de 2021, sendo a quinta e sexta etapa do campeonato mundial de 2021 da Fórmula E, categoria de monopostos totalmente elétricos regulada pela Federação Internacional de Automobilismo (FIA). Foi realizada no Circuito Ricardo Tormo, na cidade de Valência, Espanha.

## Corrida 1

### Qualificação
| Fase de grupos | Fase de grupos | Fase de grupos | Fase de grupos | Fase de grupos | Fase de grupos | Fase de grupos |
| -------------- | -------------- | -------------- | -------------- | -------------- | -------------- | -------------- |
| Grupo 1        | BIR (1)        | EVA (2)        | FRI (3)        | VAN (4)        | DEV (5)        | WEH (6)        |
| Grupo 2        | MOR (7)        | VER (8)        | SIM (9)        | DAC (10)       | RAS (11)       | ROW (12)       |
| Grupo 3        | BUE (13)       | SET (14)       | GUE (15)       | MUE (16)       | TUR (17)       | DIG (18)       |
| Grupo 4        | LYN (19)       | CAS (20)       | BLO (21)       | NAT (22)       | LOT (23)       | DEN (24)       |

| Pos    | Nº | Piloto                 | Equipe                    | FG       | SP       | Grid |
| ------ | -- | ---------------------- | ------------------------- | -------- | -------- | ---- |
| 1      | 13 | António Félix da Costa | DS Techeetah              | 1:26.870 | 1:26.522 | 1    |
| 2      | 17 | Nyck de Vries          | Mercedes                  | 1:26.914 | 1:26.730 | 71   |
| 3      | 28 | Maximilian Günther     | BMW i Andretti Motorsport | 1:26.868 | 1:26.943 | 2    |
| 4      | 94 | Alex Lynn              | Mahindra                  | 1:26.799 | 1:27.022 | 3    |
| 5      | 23 | Sébastien Buemi        | Nissan e.dams             | 1:26.876 | 1:27.053 | 4    |
| 6      | 36 | André Lotterer         | Porsche                   | 1:26.933 | —        | 5    |
| 7      | 71 | Norman Nato            | Venturi Racing            | 1:26.979 | —        | 6    |
| 8      | 22 | Oliver Rowland         | Nissan e.dams             | 1:27.002 | —        | 8    |
| 9      | 99 | Pascal Wehrlein        | Porsche                   | 1:27.008 | —        | 9    |
| 10     | 37 | Nick Cassidy           | Envision Virgin Racing    | 1:27.072 | —        | 10   |
| 11     | 29 | Alexander Sims         | Mahindra                  | 1:27.109 | —        | 11   |
| 12     | 25 | Jean-Éric Vergne       | DS Techeetah              | 1:27.157 | —        | 12   |
| 13     | 27 | Jake Dennis            | BMW i Andretti Motorsport | 1:27.177 | —        | 13   |
| 14     | 33 | René Rast              | Audi Sport ABT Schaeffler | 1:27.290 | —        | 14   |
| 15     | 4  | Robin Frijns           | Envision Virgin Racing    | 1:27.317 | —        | 15   |
| 16     | 48 | Edoardo Mortara        | Venturi Racing            | 1:27.338 | —        | 16   |
| 17     | 20 | Mitch Evans            | Jaguar                    | 1:27.442 | —        | 17   |
| 18     | 7  | Sérgio Sette Câmara    | Dragon Penske             | 1:27.456 | —        | 18   |
| 19     | 88 | Tom Blomqvist          | NIO                       | 1:27.481 | —        | 19   |
| 20     | 10 | Sam Bird               | Jaguar                    | 1:27.619 | —        | 20   |
| 21     | 11 | Lucas di Grassi        | Audi Sport ABT Schaeffler | 1:27.634 | —        | 21   |
| 22     | 6  | Nico Müller            | Dragon Penske             | 1:27.644 | —        | 22   |
| 23     | 8  | Oliver Turvey          | NIO                       | 1:28.524 | —        | 23   |
| 24     | 5  | Stoffel Vandoorne      | Mercedes                  | S/Tempo2 | S/Tempo2 | 24   |
| Fonte: |    |                        |                           |          |          |      |

Notas:
- ↑1  – Nyck de Vries (Mercedes) recebeu uma punição de cinco posições no grid por ter causado uma colisão na corrida anterior.[5]
- ↑2  – Stoffel Vandoorne (Mercedes) teve seus tempos de volta cancelados por infringir as regras referentes aos pneus.[6][7]

### Corrida
| Pos    | Nº | Piloto                 | Equipe                    | Voltas | Tempo/Retirada     | Grid | Pontos |
| ------ | -- | ---------------------- | ------------------------- | ------ | ------------------ | ---- | ------ |
| 1      | 17 | Nyck de Vries          | Mercedes                  | 24     | 48:20.547          | 7    | 25     |
| 2      | 6  | Nico Müller            | Dragon Penske             | 24     | +13.128            | 22   | 18     |
| 3      | 5  | Stoffel Vandoorne      | Mercedes                  | 24     | +34.8864           | 24   | 15     |
| 4      | 37 | Nick Cassidy           | Envision Virgin Racing    | 24     | +36.903            | 10   | 12     |
| 5      | 33 | René Rast              | Audi Sport ABT Schaeffler | 24     | +51.650            | 14   | 10     |
| 6      | 4  | Robin Frijns           | Envision Virgin Racing    | 24     | +52.985            | 15   | 8+1    |
| 7      | 11 | Lucas di Grassi        | Audi Sport ABT Schaeffler | 24     | +2:41.9465         | 21   | 6      |
| 8      | 27 | Jake Dennis            | BMW i Andretti Motorsport | 24     | +3:07.061          | 13   | 4      |
| 9      | 25 | Jean-Éric Vergne       | DS Techeetah              | 24     | +4:19.582          | 12   | 2      |
| Ret    | 8  | Oliver Turvey          | NIO                       | 24     | Abandonou6         | 23   |        |
| Ret    | 88 | Tom Blomqvist          | NIO                       | 24     | Abandonou6         | 19   |        |
| Ret    | 71 | Norman Nato            | Venturi Racing            | 23     | +1 volta           | 6    |        |
| Ret    | 48 | Edoardo Mortara        | Venturi Racing            | 20     | Colisão            | 16   |        |
| Ret    | 99 | Pascal Wehrlein        | Porsche                   | 19     | Freios             | 9    |        |
| Ret    | 36 | André Lotterer         | Porsche                   | 19     | Colisão            | 5    |        |
| Ret    | 20 | Mitch Evans            | Jaguar                    | 15     | Colisão            | 17   |        |
| Ret    | 7  | Sérgio Sette Câmara    | Dragon Penske             | 14     | Colisão            | 18   |        |
| Ret    | 28 | Maximilian Günther     | BMW i Andretti Motorsport | 10     | Rodou              | 2    |        |
| Ret    | 23 | Sébastien Buemi        | Nissan e.dams             | 1      | Colisão            | 4    |        |
| DSQ7   | 22 | Oliver Rowland         | Nissan e.dams             | 24     | Excesso de energia | 8    |        |
| DSQ7   | 29 | Alexander Sims         | Mahindra                  | 24     | Excesso de energia | 11   |        |
| DSQ7   | 13 | António Félix da Costa | DS Techeetah              | 24     | Excesso de energia | 1    | 3      |
| DSQ7   | 94 | Alex Lynn              | Mahindra                  | 24     | Excesso de energia | 3    | 1      |
| DSQ7   | 10 | Sam Bird               | Jaguar                    | 24     | Excesso de energia | 20   |        |
| Fonte: |    |                        |                           |        |                    |      |        |

Notas:
- ↑4  – Stoffel Vandoorne recebeu uma punição de cinco segundos por forçar outro carro a sair da pista e uma punição de dez segundos após a corrida por não cumprir o tempo mínimo do segundo modo ataque.[9][10]
- ↑5  – Lucas di Grassi recebeu uma punição de drive through, que foi convertida após a corrida em trinta segundos no tempo, por não ativar seu segundo modo ataque.[11]
- ↑6  – Ambos os pilotos da NIO entraram no pit lane na volta final por estar com a carga da bateria reduzida, porém não cruzaram a bandeira quadriculada e não foram classificados.[12]
- ↑7  – Oliver Rowland, Alexander Sims, António Félix da Costa, Alex Lynn e Sam Bird foram desclassificados por exceder o limite máximo de utilização da bateria.[13]

## Corrida 2

### Qualificação
| Fase de grupos | Fase de grupos | Fase de grupos | Fase de grupos | Fase de grupos | Fase de grupos | Fase de grupos |
| -------------- | -------------- | -------------- | -------------- | -------------- | -------------- | -------------- |
| Grupo 1        | DEV (1)        | VAN (2)        | BIR (3)        | FRI (4)        | EVA (5)        | WEH (6)        |
| Grupo 2        | RAS (7)        | MUL (8)        | MOR (9)        | JEV (10)       | SIM (11)       | DAC (12)       |
| Grupo 3        | CAS (13)       | ROW (14)       | SET (15)       | GUE (16)       | DIG (17)       | BUE (18)       |
| Grupo 4        | TUR (19)       | BLO (20)       | LYN (21)       | DEN (22)       | NAT (23)       | LOT (24)       |

| Pos    | Nº | Piloto                 | Equipe                    | FG       | SP       | Grid |
| ------ | -- | ---------------------- | ------------------------- | -------- | -------- | ---- |
| 1      | 27 | Jake Dennis            | BMW i Andretti Motorsport | 1:31.855 | 1:28.548 | 1    |
| 2      | 36 | André Lotterer         | Porsche                   | 1:31.958 | 1:29.411 | 51   |
| 3      | 94 | Alex Lynn              | Mahindra                  | 1:32.585 | 1:29.737 | 2    |
| 4      | 88 | Tom Blomqvist          | NIO                       | 1:32.727 | 1:30.202 | 3    |
| 5      | 8  | Oliver Turvey          | NIO                       | 1:32.950 | 1:30.403 | 4    |
| 6      | 71 | Norman Nato            | Venturi Racing            | 1:33.155 | 1:30.489 | 6    |
| 7      | 25 | Jean-Éric Vergne       | DS Techeetah              | 1:33.198 | —        | 7    |
| 8      | 22 | Oliver Rowland         | Nissan e.dams             | 1:33.336 | —        | 8    |
| 9      | 23 | Sébastien Buemi        | Nissan e.dams             | 1:33.390 | —        | 9    |
| 10     | 7  | Sérgio Sette Câmara    | Dragon Penske             | 1:33.452 | —        | 10   |
| 11     | 29 | Alexander Sims         | Mahindra                  | 1:33.479 | —        | 11   |
| 12     | 13 | António Félix da Costa | DS Techeetah              | 1:33.604 | —        | 12   |
| 13     | 99 | Pascal Wehrlein        | Porsche                   | 1:33.745 | —        | 13   |
| 14     | 33 | René Rast              | Audi Sport ABT Schaeffler | 1:33.879 | —        | 14   |
| 15     | 48 | Edoardo Mortara        | Venturi Racing            | 1:33.898 | —        | 15   |
| 16     | 20 | Mitch Evans            | Jaguar                    | 1:34.115 | —        | 191  |
| 17     | 4  | Robin Frijns           | Envision Virgin Racing    | 1:34.166 | —        | 16   |
| 18     | 5  | Stoffel Vandoorne      | Mercedes                  | 1:34.416 | —        | 17   |
| 19     | 17 | Nyck de Vries          | Mercedes                  | 1:34.419 | —        | 18   |
| 20     | 10 | Sam Bird               | Jaguar                    | 1:34.480 | —        | 20   |
| 21     | 6  | Nico Müller            | Dragon Penske             | 1:34.588 | —        | 21   |
| 22     | 11 | Lucas di Grassi        | Audi Sport ABT Schaeffler | 1:34.610 | —        | 22   |
| 23     | 37 | Nick Cassidy           | Envision Virgin Racing    | 1:37.838 | —        | 23   |
| 24     | 28 | Maximilian Günther     | BMW i Andretti Motorsport | 1:41.980 | —        | 24   |
| Fonte: |    |                        |                           |          |          |      |

Notas:
- ↑1  – André Lotterer e Mitch Evans receberam uma punição de três posições no grid por causarem uma colisão na etapa anterior.[17][18]

### Corrida
| Pos    | Nº | Piloto                 | Equipe                    | Voltas | Tempo/Retirada | Grid | Pontos |
| ------ | -- | ---------------------- | ------------------------- | ------ | -------------- | ---- | ------ |
| 1      | 27 | Jake Dennis            | BMW i Andretti Motorsport | 30     | 46:32.002      | 1    | 25+3+1 |
| 2      | 36 | André Lotterer         | Porsche                   | 30     | +1.483         | 5    | 18     |
| 3      | 94 | Alex Lynn              | Mahindra                  | 30     | +2.428         | 2    | 15+1   |
| 4      | 22 | Oliver Rowland         | Nissan e.dams             | 30     | +2.870         | 8    | 12     |
| 5      | 71 | Norman Nato            | Venturi Racing            | 30     | +5.8113        | 6    | 10     |
| 6      | 33 | René Rast              | Audi Sport ABT Schaeffler | 30     | +8.122         | 14   | 8      |
| 7      | 25 | Jean-Éric Vergne       | DS Techeetah              | 30     | +8.782         | 7    | 6      |
| 8      | 8  | Oliver Turvey          | NIO                       | 30     | +11.292        | 4    | 4      |
| 9      | 48 | Edoardo Mortara        | Venturi Racing            | 30     | +12.014        | 15   | 2      |
| 10     | 11 | Lucas di Grassi        | Audi Sport ABT Schaeffler | 30     | +12.405        | 22   | 1      |
| 11     | 23 | Sébastien Buemi        | Nissan e.dams             | 30     | +13.295        | 9    |        |
| 12     | 28 | Maximilian Günther     | BMW i Andretti Motorsport | 30     | +13.594        | 24   |        |
| 13     | 37 | Nick Cassidy           | Envision Virgin Racing    | 30     | +14.329        | 23   |        |
| 14     | 10 | Sam Bird               | Jaguar                    | 30     | +15.151        | 20   |        |
| 15     | 20 | Mitch Evans            | Jaguar                    | 30     | +17.213        | 19   |        |
| 16     | 17 | Nyck de Vries          | Mercedes                  | 30     | +18.444        | 18   |        |
| 17     | 88 | Tom Blomqvist          | NIO                       | 30     | +18.885        | 3    |        |
| 18     | 99 | Pascal Wehrlein        | Porsche                   | 30     | +19.274        | 13   |        |
| 19     | 4  | Robin Frijns           | Envision Virgin Racing    | 30     | +19.756        | 16   |        |
| 20     | 6  | Nico Müller            | Dragon Penske             | 30     | +21.069        | 21   |        |
| 21     | 7  | Sérgio Sette Câmara    | Dragon Penske             | 30     | +32.079        | 10   |        |
| 22     | 13 | António Félix da Costa | DS Techeetah              | 30     | +59.698        | 12   |        |
| 23     | 29 | Alexander Sims         | Mahindra                  | 30     | +1:04.277      | 11   |        |
| Ret    | 5  | Stoffel Vandoorne      | Mercedes                  | 20     | Colisão        | 17   |        |
| Fonte: |    |                        |                           |        |                |      |        |

Notes:
- ↑3  – Norman Nato recebeu uma punição de cinco segundos por causar uma colisão.[20]

## Classificação do campeonato após a corrida
Apenas as cinco primeiras posições estão representadas.
| Pos | Piloto | Pontos | Var |
| --- | ------ | ------ | --- |
| 1   |        |        | 0   |
| 2   |        |        | 0   |
| 3   |        |        | 0   |
| 4   |        |        | 0   |
| 5   |        |        | 0   |

| Pos | Equipe | Pontos | Var |
| --- | ------ | ------ | --- |
| 1   |        |        | 0   |
| 2   |        |        | 0   |
| 3   |        |        | 0   |
| 4   |        |        | 0   |
| 5   |        |        | 0   |